# Deliberação online
Deliberação online é um termo associado a um conjunto emergente de práticas, pesquisas e software dedicados a encorajar o debate sério e propositivo através da Internet. É semelhante, mas não idêntico, à democracia virtual. Negando o conceito de alguns deliberacionistas de que a racionalidade esteja restrita a um local específico, estudiosos da deliberação online acreditam que as discussões online oferecem ricas contribuições a processos deliberativos.
A deliberação online é bastante interdisciplinar e inclui práticas tais como consultoria online, pesquisas de opinião online, facilitação online, e-learning interativo, diálogo cívico em fóruns na internet e chat, e tomadas de decisão em grupo que utilizam software colaborativo e outras formas de comunicação mediada por computador. O trabalho em todos esses empreendimentos é conectado pelo desafio de usar a mídia eletrônica de uma forma que aprofunde o raciocínio e aprimore a compreensão mútua.
Com o estudo inicialmente voltado para a compreensão de iniciativas governamentais, hoje tem sido ampliada a atenção para novos espaços, como as redes sociais. No ano de 2010, o pesquisador luxemburguês Raphaël Kies em sua sintética revisão de estudos deliberacionistas para o seu livro Promises and Limits of Web-deliberation aponta que a presença de justificativas é comum em espaços online, embora o grau de sofisticação não seja regularmente elevado. No entanto, se a racionalidade que funda a deliberação diz respeito ao provimento público de razões, e não à exposição de argumentos sofisticados, é possível perceber que as arenas virtuais também são importantes para o processo deliberacionista.
Conferências internacionais abertas sobre deliberação online foram conduzidas na Carnegie Mellon University em 2003 e na Stanford University em 2005. Os participantes da conferência de 2005 votaram pela criação de uma sociedade internacional para deliberação online. Uma força-tarefa foi criada conjuntamente em junho de 2005, e é responsável pela definição dos novos passos a serem dados nesta área.
A literatura na área de deliberação online tem inspiração nos conceitos de “esfera pública virtual”, explorados na literatura desde o final dos anos 1990. No Brasil, existe trabalhos diversos que exploram as potencialidades e limites da deliberação online em casos que envolvem tanto agentes do Estado, quanto agentes da sociedade civil organizada.
Em 2013, os pesquisadores brasileiros Ricardo Mendonça e Ernesto Amaral decidiram analisar o provimento se razões em arenas virtuais. Eles avaliaram comentários de internautas sobre o casamento entre pessoas do mesmo sexo no site Votenaweb, nos portais de notícias, em páginas do Facebook e vídeos do Youtube. Os pesquisadores concluíram que a arquitetura da plataforma e a presença do respeito nas discussões podem influenciar o comportamento deliberacionista dos participantes . 